# Lidio Manzotti
Lidio Manzotti (Modena, 4 novembre 1908 – Modena, 6 dicembre 1969) è stato un calciatore italiano, di ruolo centrocampista.

## Carriera
Ala destra, giocò con il Modena in Serie A; militò successivamente nel Parma.